# Armando Montanari
Armando Montanari (Ravenna, 1922 – Porto Corsini, 5 dicembre 1944) è stato un partigiano italiano.

## Biografia
Fu attivo durante la Resistenza, con il nome di battaglia di E'Desch (da pronunciare "E'Des-c"), come partigiano appartenente al Distaccamento "Terzo Lori" della 28ª Brigata GAP "Mario Gordini" operante nel ravennate.
Trovò la morte il giorno successivo alla liberazione della sua città, Ravenna, nel corso dell'Operazione Teodora elaborata congiuntamente dal comando alleato e partigiano, durante gli aspri combattimenti che poche decine di chilometri più a nord sostennero le forze partigiane contro le forze tedesche durante quella che venne definita la battaglia delle valli.
Vividi episodi di vita vissuta in cui E'Desch viene citato sono narrati in Epopea partigiana di Antonio Meluschi ed in una delle 19 brevi storie di Matrimonio in brigata di Renata Viganò.